# Lisa Sauermann
Lisa Sauermann (Dresda, 25 settembre 1992) è una matematica tedesca, nota per la sua partecipazione alle Olimpiadi internazionali della matematica dove, rappresentando la Germania nel 2011, ottenne il punteggio più alto.

## Biografia
Sauermann ha frequentato il Martin-Andersen-Nexö-Gymnasium Dresden. Ha vinto il Premio Franz Ludwig Gehe nel 2011 e la medaglia d'oro nella fascia d'età III, vincendo un viaggio alla Royal Academy of Sciences di Stoccolma. Per raggiungere questo obiettivo, ha presentato un nuovo teorema matematico con dimostrazione in un'opera intitolata "Foreste con ipergrafi".
Nel 2011 ha iniziato a studiare matematica presso l'Università di Bonn. Nel 2014, si è laureata con tesi di laurea sulla geometria algebrica sotto la supervisione di Michael Rapoport. Ha quindi studiato con Jacob Fox presso la Stanford University dove ha conseguito il dottorato di ricerca nel 2019, ricevendo due premi per la sua tesi dal titolo "Modern Methods in Extremal Combinatorics".
Nel 2021, ha ricevuto il Premio Europeo in Combinatoria presso Eurocomb per il suo lavoro. Nel 2022 le è stata assegnata una borsa di studio Sloan e nel 2023 ha ricevuto il premio von Kaven.
Attualmente lavora presso l'Università di Bonn dove elenca i suoi interessi di ricerca come una "combinazione estrema e probabilistica".